# Петропавловское (Сахалинская область)
Петропа́вловское — село в Анивском городском округе Сахалинской области России.

## География
Село находится на берегу реки Лютога, на расстоянии 8 км от города Анива, административного центра округа.

## История
Населённый пункт основан в 1894 году во время сельскохозяйственной колонизации Южного Сахалина, название получил по престольному празднику.
После поражения Российской империи в Русско-японской войне 1904-1905 годов и подписания Портсмутского мирного договора Япония получила Южный Сахалин и село с 1907 года вошло в состав японской префектуры Карафуто под названием Кодзато (яп. 小里).
В 1945 году после окончания Советско-японской войны (в результате Южно-Сахалинской операции) село вошло в состав СССР, после чего ему было возвращено прежнее наименование.

## Население
| 2002 | 2010 | 2013 | 2021 |
| ---- | ---- | ---- | ---- |
| 436  | ↘403 | ↘401 | ↘341 |

### Половой состав
Согласно результатам переписи 2002 года, в селе проживало 436 человек (225 мужчин и 211 женщин).

### Национальный состав
Согласно результатам переписи 2002 года, в национальной структуре населения русские составляли 92 % из 436 чел.

## Улицы
| - ул. Дальняя, - ул. Звёздная, - ул. Зелёная, - ул. Клубная, - ул. Лесная, | - ул. Молодёжная, - ул. Новая, - ул. Советская, - ул. Центральная, - ул. Школьная. |